# Phumi Samraong
Phumi Samraong is een stad in Cambodja en is de hoofdplaats van de provincie Oddar Meancheay.
Phumi Samraong telt ongeveer 34.000 inwoners.
De naam van de stad betekent 'ondoordringbare jungle'. De stad ligt in het Samraong District. Samraong herrijst vergeleken bij andere steden erg langzaam uit decennia van afzondering die veroorzaakt was door een langlopende burgeroorlog. De stoffige stad kent een slechte infrastructuur en eenvoudige gastenhuizen nabij de centrale markt.
Ten noorden van de stad is de grensovergang van O'Smach naar Thailand.